# Didier Mollard
Didier Mollard, född 4 december 1969 i Chambéry i Savojen, är en fransk tidigare backhoppare. Han representerade Contamines Montjoie och är en av Frankrikes mest framgångsrika backhoppare någonsin.

## Karriär
Didier Mollard debuterade internationellt i världscupen på hemmaplan i Chamonix 22 december 1985. Där blev han nummer 11 i normalbacken. Mollard var blant de tio bästa i deltävlingen i världscupen i Oberwiesenthal i Östtyskland 19 januari 1986 då han blev nummer 4, i en tävling som vanns av österrikaren Ernst Vettori. 4 mars 1987 i Örnsköldsvik i Sverige kom Mollard på prispallen för första gången. Han blev nummer tre i tävlingen efter Ari-Pekka Nikkola från Finland och Andreas Felder från Österrike. Mollard var som bäst i världscupen säsongen 1992/1993 då han blev nummer 7 sammanlagt. Samma säsong blev han tvåa i skidflygningsvärldscupen sammanlagt och nummer 20 totalt i backhopparveckan.
Mollard deltog i fem Skid-VM. I VM-1987 i Oberstdorf blev han som bäst nummer 46 i normalbacken. Under Skid-VM 1989 i Lahtis blev han nummer 55 i stora backen och nummer 28 i normalbacken. I VM 1991 i Val di Fiemme blev han nummer 46 (stors backen) och 53. I Skid-VM 1993 i Falun blev Mollard nummer 21 i båda de individuella grenarna. I lagtävlingen blev han nummer fyra med det franska laget. VM 1997 i Trondheim var Mollards sista. Här fick han sin bästa individuella placering då han blev nummer 6 i normalbacken, 10,0 poäng efter segrande Janne Ahonen från Finland och 3,5 poäng från prispallen. I lagtävlingen blev han nummer åtta, tillsammans med bland andra Nicolas Dessum i det franska laget.
Didier Mollard tävlade i tre olympiska spel. Under OS 1988 i Calgary blev Mollard som bäst nummer 25 i stora backen. Under olympiska spelen 1992 på hemmaplan i Albertville blev han nummer 40 i stora backen och nummer 8 i normalbacken. I lagtävlingen blev Frankrike nummer 10 med Mollard i laget. I OS-1994 i Lillehammer blev Mollard nummer 17 i normalbacken och nummer 10 i stora backen. I lagtävlingen blev han och lagkamraterna nummer 6.
Mollard tävlade i tre VM i skidflygning, i Vikersund 1990 där han blev nummer 34, i Planica 1994 (slutade på 29:e plats) och i Kulm 1996 där han blev nummer 33.
Efter världscupsäsongen 1996/1997, Mollards sista i världscupen, tävlade han en säsong i kontinentalcupen. Sedan avslutade han sin backhoppningskarriär.